# タンジェリン (映画)
『タンジェリン』（原題：Tangerine）は、2015年のアメリカ映画。
ロサンゼルスの下町を舞台に偏見や奇異の目に晒されながらも力強く生きる性的マイノリティたちをコミカルにかつ優しく寄り添った視点で描いた作品。トランスジェンダーの売春婦役には自身もトランスジェンダーで演技経験のない2人の女優（キタナ・キキ・ロドリゲス、マイヤ・テイラー) が起用された。
2015年のサンダンス映画祭で初めて公開され、数々の映画賞を受賞した。低予算映画のため撮影にはアナモレンズをつけた3台のiPhone 5sが使用され、全編にその映像が使用された。

## ストーリー
クリスマスイヴ、ハリウッドの寂れたドーナツショップでトランスジェンダーの娼婦であるシンディ・レラ（キタナ・キキ・ロドリゲス）は同じくトランスジェンダーの娼婦であるアレクサンドラ（マイヤ・テイラー）から恋人のチェスター（ジェームズ・ランソン）が女性と浮気をしていることをふと明かされる。激昂したシンディはチェスターとその女性を探しまわる。歌手志望のアレクサンドラは今日の夜行われるカフェでのライブのフライヤーを配って回りながら、街で客を引っ掛ける。引っ掛けた男の車で行為に及ぼうとするが、男は金を支払わないと言い出し口論になる。アルメニアからの移民のタクシードライバー、ラズミック（カレン・カラグリアン）は街で娼婦を引っ掛けるが、彼女が女性と分かると彼女を車から追い出してしまう。その後アレクサンドラと合流したラズミックは、彼の車の中で彼女にフェラチオをする。行く先々でトラブルを巻き起こす3人は、それぞれの問題を抱えながらも互いに支えあって力強く生きていく。

## キャスト
- シンディ・レラ：キタナ・キキ・ロドリゲス（英語版）
- アレクサンドラ：マイヤ・テイラー（英語版）
- ラズミック：カレン・カラグリアン
- チェスター：ジェームズ・ランソン
- ダイナ：ミッキー・オヘイガン
- アシュケン：アラ・トゥマニアン

## 受賞
- 第25回ゴッサム・インディペンデント映画賞：観客賞
- 第25回ゴッサム・インディペンデント映画賞：ブレイクスルー演技賞 (マイヤ・テイラー（英語版）)
- 第31回インディペンデント・スピリット賞：最優秀助演女優賞 (マイヤ・テイラー)
- 2015年サンフランシスコ映画批評家協会賞：最優秀助演女優賞 (マイヤ・テイラー)